# Anita Sokołowska
Anita Sokołowska (Lublin, 25 januari 1976) is een Poolse theater- en filmactrice. Ze studeerde in 1999 af aan de Nationale Film School in Łódź. Naast de hieronder weergeven televisieseries en films acteerde ze ook nog in meer dan 20 theaterstukken.